# ルメートル (バンド)
ルメートル（英：Lemaitre）とは、ノルウェー・オスロ出身のバンドである。ノルウェー南東部のリレハンメルの学校で出会ったケティル・ジャンセンとウルリック・D・ルンドで構成されている。 2010年6月20日にジャンセンとルンドによって結成された。現在はカリフォルニア州ロサンゼルスで活動している。